# L'hotel blanc de la platja
L'hotel blanc de la platja és la cinquena novel·la d'Alba Sabaté finalista l'any 2016 del Premi Prudenci Bertrana i publicada per Editorial Columna.

## Sinopsi
La Virgínia té cinquanta-dos anys i viu en un pis alt dels afores de Roma. Fa poc que li han extirpat un pit i que s'ha separat de l'Alberto. La mort del pare farà que hagi de tornar a Girona, la seva ciutat, després de molt temps de no ser-hi. El retrobament amb la família i sobretot amb un passat que semblava oblidat li desvetllarà emocions, records i enyorances. Amb un seguit de fotografies reals i imaginades, la protagonista d'aquesta intensa història intentarà redescobrir el seu cos i el seu present, i també l'amor.
«El temps que se'n va, voldria dir-li, i el que encara tinc de moment.
Això és el que em miro. La mena de bellesa que té veure el temps
com flueix indiferent a tot i a tothom i fins i tot a un mateix».

## Estil
"La novel·la de Sabaté destaca per diversos factors: la profunditat i l'alta significació del text; la sinceritat i autenticitat en el tractament dels temes; la humanitat, la saviesa i el vitalisme radical que mostra a tota hora la narradora; la capacitat d'observació i anàlisi; el reflex insòlitament fidel del món contemporani; la bellesa, la precisió i la subtilesa de la llengua; la callada, discreta i innovadora tècnica formal" escriu Sam Abrams a El Mundo
"Una prosa pausada, nítida, una llengua col·loquial, directa, i una recreació dels detalls que conformen l'existència embasten un relat emocional que en certs moments voreja la poesia. El llenguatge és un valor afegit a una trama ben construïda d'una història, quotidiana i bàsica, un pessic de comprensió al misteri de viure " segons Jordi Capdevila a Avui Cultura
"L'hotel blanc de la platja no és una novel·la fàcil, com tampoc ho eren Aniversari ni Paradisos d'aigua. L'autora basteix una història de retorn i nostàlgia de la joventut, pre- sentant-nos uns escenaris urbans que molts guardem en la memòria, i ens atrapa perquè sap hàbilment seduir-nos amb el nostre propi passat, com a gironins i com a joves. I en aquest escenari mític de la joventut que ens retorna apareixen les raons d'una dona que cerca, que lluita, que es vol refer a ella mateixa. La protagonista, Virgínia, supervivent d'una prova límit, anhela tornar a ser ella, busca la seva pròpia reconstrucció com a dona, i per fer-ho s'entesta a reiniciar la seva vida allà on va començar tot" assenyala Rosa Maria Gil a Revista de Girona.

## Ressenyes
- "Darrera estació d'un viatge reiniciàtic". Gil Tort, Rosa Maria. 2017. Revista de Girona. Núm 301[6]
- "Lúll mecànic". Gil, Anna M. 2016. La Vanguardia. culturas. Núm. 741[7]
- "Fotografia d'una vida " Capdevila, Jordi.Avui Cultura. 22 gener 2017[4]